# شنا در المپیک تابستانی ۱۹۵۶

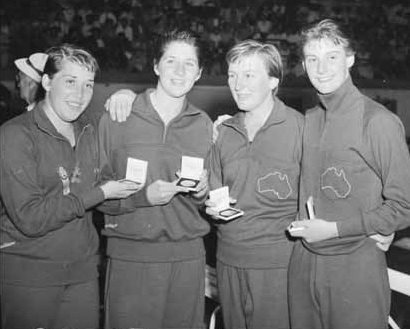
شناگران در بازی‌های المپیک تابستانی ۱۹۵۶

شنا یکی از ورزش‌های بازی‌های المپیک تابستانی ۱۹۵۶ بوده که در دو بخش مردان و زنان برگزار شده است.
در مجموع ۲۳۵ شناگر از ۳۳ کشور جهان در این مسابقات شرکت کرده‌اند.

## جدول مدال‌ها
| رتبه           | کشور                      | طلا | نقره | برنز | مجموع |
| -------------- | ------------------------- | --- | ---- | ---- | ----- |
| ۱              | استرالیا (AUS)            | ۸   | ۴    | ۲    | ۱۴    |
| ۲              | ایالات متحده آمریکا (USA) | ۲   | ۴    | ۵    | ۱۱    |
| ۳              | ژاپن (JPN)                | ۱   | ۴    | ۰    | ۵     |
| ۴              | بریتانیای کبیر (GBR)      | ۱   | ۰    | ۱    | ۲     |
| ۴              | تیم متحد آلمان (EUA)      | ۱   | ۰    | ۱    | ۲     |
| ۶              | مجارستان (HUN)            | ۰   | ۱    | ۱    | ۲     |
| ۷              | اتحاد شوروی (URS)         | ۰   | ۰    | ۲    | ۲     |
| ۸              | آفریقای جنوبی (RSA)       | ۰   | ۰    | ۱    | ۱     |
| مجموع (۸ کشور) | مجموع (۸ کشور)            | ۱۳  | ۱۳   | ۱۳   | ۳۹    |

## نتایج

### مردان
| بازی‌ها                  | طلا                                                                | طلا         | نقره                                                                     | نقره    | برنز                                                                                      | برنز    |
| ۱۰۰ متر آزاد            | جان هنریکز · استرالیا                                              | 55.4 (WR)   | جان دیویت · استرالیا                                                     | ۵۵٫۸    | گری چاپمن · استرالیا                                                                      | ۵۶٫۷    |
| ۴۰۰ متر آزاد            | موری رز · استرالیا                                                 | 4:27.3 (WR) | تسویوشی یاماناکا · ژاپن                                                  | ۴:۳۰٫۴  | جرج برین · ایالات متحده آمریکا                                                            | ۴:۳۲٫۵  |
| ۱۵۰۰ متر آزاد           | موری رز · استرالیا                                                 | ۱۷:۵۸٫۹     | تسویوشی یاماناکا · ژاپن                                                  | ۱۸:۰۰٫۳ | جرج برین · ایالات متحده آمریکا                                                            | ۱۸:۰۸٫۲ |
| ۱۰۰ متر کرال پشت        | دیوید تیله · استرالیا                                              | 1:02.2 (WR) | جان مونکتون · استرالیا                                                   | ۱:۰۳٫۲  | فرانک مک‌کینی · ایالات متحده آمریکا                                                        | ۱:۰۴٫۵  |
| ۲۰۰ متر قورباغه         | ماسارو فوروکاوا · ژاپن                                             | ۲:۳۴٫۷      | ماساهیرو یوشیمورا · ژاپن                                                 | ۲:۳۶٫۷  | کاریس یونیچف · اتحاد شوروی                                                                | ۲:۳۶٫۸  |
| ۲۰۰ متر پروانه          | ویلیام یورزایک · ایالات متحده آمریکا                               | ۲:۱۹٫۳      | تاکاشی ایشیموتو · ژاپن                                                   | ۲:۲۳٫۸  | دیوردی تومپک · مجارستان                                                                   | ۲:۲۳٫۹  |
| ۴ × ۲۰۰ متر آزاد امدادی | استرالیا (AUS) · کوین اوهالوران · جان دیویت · موری رز · جان هنریکز | 8:23.6 (WR) | ایالات متحده آمریکا (USA) · الکس هریس · جرج برین · بیل وولسی · فورد کونو | ۸:۳۱٫۵  | اتحاد شوروی (URS) · ویتالی سوروکین · ولادیمیر استروژانوف · گنادی نیکولایف · بوریس نیکیتین | ۸:۳۴٫۷  |

### زنان
| بازی‌ها                  | طلا                                                                 | طلا         | نقره                                                                           | نقره        | برنز                                                                            | برنز   |
| ۱۰۰ متر آزاد            | دون فریزر · استرالیا                                                | 1:02.0 (WR) | لوراین کراپ · استرالیا                                                         | ۱:۰۲٫۳      | فایت لیچ · استرالیا                                                             | ۱:۰۵٫۱ |
| ۴۰۰ متر آزاد            | لوراین کراپ · استرالیا                                              | 4:54.6 (OR) | دون فریزر · استرالیا                                                           | ۵:۰۲٫۵      | سیلویا روسکا · ایالات متحده آمریکا                                              | ۵:۰۷٫۱ |
| ۱۰۰ متر کرال پشت        | جودی گرینهام · بریتانیای کبیر                                       | 1:12.9 (WR) | کرین کون · ایالات متحده آمریکا                                                 | 1:12.9 (WR) | مارگارت ادواردز · بریتانیای کبیر                                                | ۱:۱۳٫۱ |
| ۲۰۰ متر قورباغه         | اورزولا هاپه · تیم متحد آلمان                                       | 2:53.1 (OR) | ایوا سیکی · مجارستان                                                           | ۲:۵۴٫۸      | اوا-ماریا تن السن · تیم متحد آلمان                                              | ۲:۵۵٫۱ |
| ۱۰۰ متر پروانه          | شلی من · ایالات متحده آمریکا                                        | 1:11.0 (OR) | نانسی رامی · ایالات متحده آمریکا                                               | ۱:۱۱٫۹      | مری سیرز · ایالات متحده آمریکا                                                  | ۱:۱۴٫۴ |
| ۴ × ۱۰۰ متر آزاد امدادی | استرالیا (AUS) · دون فریزر · فایت لیچ · ساندرا مورگان · لوراین کراپ | 4:17.1 (WR) | ایالات متحده آمریکا (USA) · سیلویا روسکا · شلی من · نانسی سیمونز · جوآن روسازا | ۴:۱۹٫۲      | آفریقای جنوبی (RSA) · ناتالی میبورخ · سوزان رابرتز · مویرا آبرنتی · جنت مایبورو | ۴:۲۵٫۷ |